# مانوئل پونسه
مانوئل ماریا پونسه کوئیار (به اسپانیایی: Manuel María Ponce Cuéllar؛ زاده ۸ دسامبر ۱۸۸۲ – درگذشته ۲۴ آوریل ۱۹۴۸) آهنگساز و نوازنده پیانو اهل مکزیک در قرن بیستم بود. کار او به عنوان آهنگساز، مربی موسیقی و دانش‌پژوه موسیقی مکزیکی، صحنه کنسرت را با سنت عمدتاً فراموش شده آهنگ عامه‌پسند و فولکلور مکزیکی مرتبط می‌کند. بسیاری از ساخته‌های او به شدت تحت تأثیر هارمونی و فرم آهنگ‌های سنتی است.